# Hylophilus olivaceus
El verdillo oliváceo (en Ecuador y Perú) (Hylophilus olivaceus), también denominado vireillo oliva, es una especie de ave paseriforme de la familia Vireonidae perteneciente al género Hylophilus. Es nativo de los Andes subtropicales de Ecuador y Perú.

## Distribución y hábitat
Se distribuye por la pendiente oriental de los Andes en Ecuador (Napo al sur, al menos hasta Morona Santiago, tal vez hasta Zamora-Chinchipe) y Perú (San Martín, y desde Huánuco al sur hasta el norte de Junín).
Es localmente bastante común en su hábitat de crecimientos secundarios y bosques montanos bajos de estribaciones andinas, entre los 600 y 1600 m s. n. m. de altitud.

## Estado de conservación
Esta especie, a pesar de ser bastante común, ha sido calificada  como casi amenazada por la IUCN debido a la projección de tasas de deforestación de su zona de distribución.